# 疑惑 (松本清張の短編小説)
『疑惑』（ぎわく）は、松本清張の短編小説。『サンデー毎日』1956年7月臨時増刊号に掲載され、1987年1月に短編集『増上寺刃傷』収録の1作として、講談社文庫から刊行された。
1958年・1959年・1960年にテレビドラマ化されている。

## あらすじ
江戸城大奥の雑事方を務める伊田縫之助は、美しい妻の瑠美と同役の浜村源兵衛との間に疑惑を持つようになった。源兵衛はその妻を喪って以来、縫之助の屋敷にたびたび遊びにくるようになり、縫之助の養父の三右衛門や瑠美が話相手になっていた。源兵衛が瑠美に馴れ馴れし過ぎるのが気にいらない縫之助だったが、立派な夫と思われたい縫之助は、瑠美から嫉妬に燃える下卑な男と軽蔑されるのを恐れ、怒ることができない。
自分に辛く当たるようになった三右衛門は、瑠美を本当は幼友達の源兵衛と娶せたかったのではあるまいかと、執拗な想像に苦しむ中、1863年、勤務中に源兵衛が途中で帰ったと聞いた縫之助は、瑠美のもとへ向かったのではないかと心が騒ぎ、名目を偽って勤務から抜け出すが、その間に江戸城で大火が発生し炎上、無断で部署を離れていた科で縫之助は入牢、切腹を待つ身となる。
この間に瑠美が源兵衛のものになると、入牢中も苦痛に呻く縫之助であったが、牢内に居た浪人の倉垣平馬から、脱獄への加担を持ちかけられる。

## エピソード
- 小説家の宮部みゆきは「映画化もされた同タイトルの現代ものが非常に有名ですが、時代ものの「疑惑」もぜひ」「シンプルなタイトルでありながら、とても後味の悪い作品で、ずっと印象に残っています」と述べている[1]。

## テレビドラマ

### 1958年版
1958年8月5日、日本テレビ系列の「山一名作劇場」枠（20:00-20:30）にて放映。
キャスト
- 春日俊二
- 三島雅夫
- 高友子

スタッフ
- 脚色：川内康範
- 演出：安藤勇二

### 1959年版
1959年8月14日、毎日放送系列の「クラボウ・ミステリー 影」枠（21:15-21:45）にて放映。
キャスト
- 高桐真
- 森光子
- 玉生司朗

スタッフ
- 脚本：香住春吾
- 演出：瀬木宏康

### 1960年版
1960年1月17日と1月24日、フジテレビ系列の「午後十時劇場」枠（22:00-22:30）にて2回にわたり放映。
キャスト
- 月田昌也
- 杉田康
- 田宮二郎
- 川合伸旺

スタッフ
- 制作：フジテレビ